# Haldan Keffer Hartline
Haldan Keffer Hartline (Bloomsburg, EUA 1903 - Fallston 1983) fou un metge, biofísic i professor universitari estatunidenc guardonat amb el Premi Nobel de Medicina o Fisiologia l'any 1967.

## Biografia
Va néixer el 22 de desembre de 1903 a la ciutat de Bloomsburg, població situada a l'estat nord-americà de Pennsilvània. Va estudiar medicina a la Universitat Johns Hopkins de Baltimore, on es graduà l'any 1927. Posteriorment va ampliar els seus estudis a Leipzig i Múnic, i fou professor de biofísica a la Universitat Johns Hopkins, on tingué d'alumne a Paul Greengard. L'any 1953 fou nomenat professor de neurofisiologia a la Universitat Rockefeller de Nova York.

## Recerca científica
S'interessà en els mecanismes de la transmissió dels impulsos nerviosos de l'ull al cervell i el comportament de les fibres òptiques en les variacions de la llum sobre la retina. L'any 1967 fou guardonat amb el Premi Nobel de Medicina o Fisiologia pels seus treballs en l'anàlisi neurofisiològic dels mecanismes de la visió, premi compartit amb Ragnar Granit i George Wald.